# Dasypeltis fasciata
Espèce
Synonymes
- Dipsas carinatus Hallowell, 1844
- Dasypeltis fasciatus Smith, 1849 [orth. erronée]
- Dasypeltis palmarum Gray, 1858
- Rachiodon subfasciatus Duméril, 1860
- Rachiodon scaber Müller, 1885
- Dasypeltis macrops Boulenger, 1907

Statut de conservation UICN

 LC  : Préoccupation mineure
Dasypeltis fasciata est une espèce de serpents de la famille des Colubridae. Vernaculairement, on parle du mangeurs d’œufs des forêts de l'Ouest, en référence à sa zone de répartition ouest africaine.

## Description
Dasypeltis fasciata mesure en moyenne 60 cm (maximum observé : 102 cm). Son dos est gris olive à rougeâtre et est marqué de taches ou lignes transversales jaunâtres. Son ventre est uniformément brun grisâtre. Sa tête est petite et assez peu distincte du cou. Son museau est arrondi. Ses yeux sont de taille moyenne et leur pupille est verticale.
C'est une espèce essentiellement forestière qui est souvent confondu avec Dasypeltis gansi, le mangeur d'œufs de Gans en zone de savane, ou de plaine.

## Répartition
Cette espèce se rencontre au Cameroun, en Côte d'Ivoire, au Gabon, en Gambie, au Ghana, en Guinée, en Guinée-Bissau, au Liberia, au Mali, au Nigeria, en Ouganda, en République centrafricaine, en République démocratique du Congo, en République du Congo, au Sénégal, en Sierra Leone, au Tchad et au Togo. Sa présence est incertaine au Bénin.

## Étymologie
Son nom d'espèce, du latin fasciata, « entouré de bandes », lui a été donné en référence aux marques présentent sur son dos.

## Publication originale
- Smith, 1849 : Illustrations of the Zoology of South Africa. 3 (Reptiles).